# Reforma de Nicó
La reforma de Nicó va ser, a Rússia, la nova redacció de llibres de cànons i llibres litúrgics ordenada el 1654 pel patriarca Nicó per tal d'apropar a l'Església ortodoxa russa a l'Església Ortodoxa Grega, prevalent el paper intervencionista de l'estat en els afers eclesiàstics. L'ordre de cremar llibres vells va provocar una forta resistència entre els creients i part del clergat, iniciant-se així el cisma dels Vells creients, acabdillat pel protopapa Petrov Avvakum.